# أأوست
أأُوست (بالفرنسية: Aoste) هي بلدية في إقليم إزار بمنطقة أفيرن–رون ألب في جنوب شرق فرنسا.